# Aktivdienst

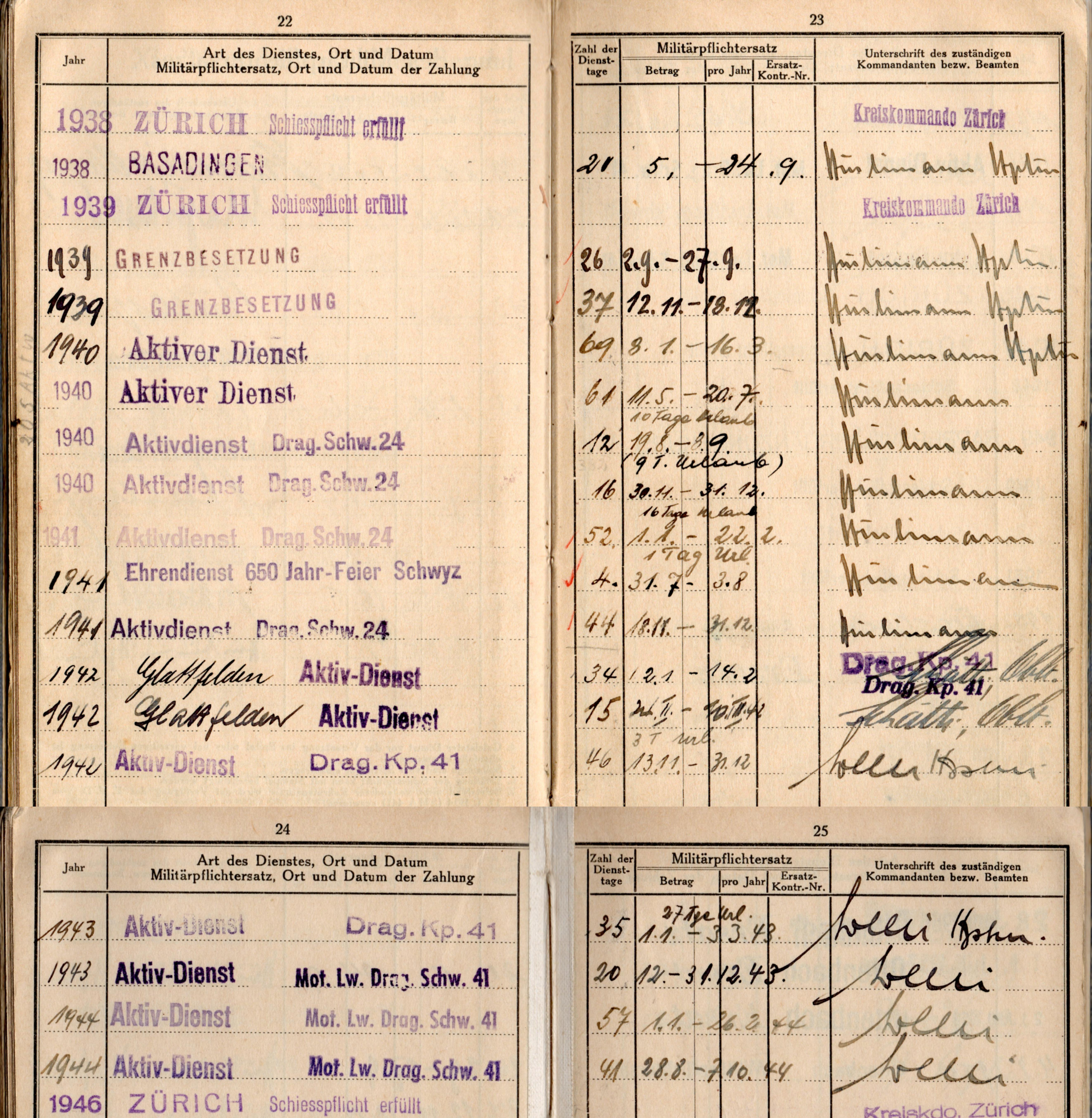
Aktivdienst-Einträge 1939–44 im Dienstbüchlein

Aktivdienst heisst in der Schweiz der Einsatz der Schweizer Armee zur Abwehr von äusseren Gefahren (Landesverteidigungsdienst) oder inneren Gefahren (Ordnungsdienst). Er unterscheidet sich damit vom Assistenzdienst, bei dem die Truppe zivile Behörden unterstützt und unter ihrer Leitung eingesetzt wird, und vom Ausbildungsdienst.

## Rechtliche Regelung
Gemäss dem Militärgesetz von 1995 umfasst der Aktivdienst den Einsatz von Truppen zur Verteidigung der Schweiz und ihrer Bevölkerung (Landesverteidigungsdienst) und zur Unterstützung der zivilen Behörden bei der Abwehr schwerwiegender Bedrohungen der inneren Sicherheit (Ordnungsdienst).
Seit 1907 ist die Bundesversammlung dafür zuständig, den Aktivdienst sowie das Aufgebot von Teilen oder der gesamten Armee zum Aktivdienst anzuordnen. Nur in dringenden Fällen kann der Bundesrat den Aktivdienst anordnen. Sofern das Aufgebot 4000 Armeeangehörige übersteigt oder länger als drei Wochen dauert, muss unverzüglich die Bundesversammlung einberufen werden, die über die Aufrechterhaltung des Aktivdienstes entscheidet. Die zum Aktivdienst eingerückten Truppen leisten den Eid oder das Gelübde. Sobald ein grösseres Truppenaufgebot vorgesehen oder erlassen ist, wählt die Bundesversammlung den General.
Laut dem Militärgesetz von 1995 ist während eines Aktivdiensteinsatzes jedermann verpflichtet, für die Erfüllung der militärischen Aufträge sein bewegliches, unbewegliches und geistiges Eigentum den Militärbehörden und der Truppe zur Verfügung zu stellen und im Kriegsfall auch die Unbrauchbarmachung von Sachwerten zu dulden. Im Aktivdienst kann der Bundesrat den militärischen Betrieb der mit öffentlichen Aufgaben betrauten privaten Unternehmen anordnen, mit Ausnahme der vom Bund konzessionierten Transportunternehmen. Im Landesverteidigungsdienst kann der Bundesrat das Alter der Stellungspflicht herabsetzen und die Entlassung aus der Militärdienstpflicht verschieben.

## Aktivdienste seit 1848

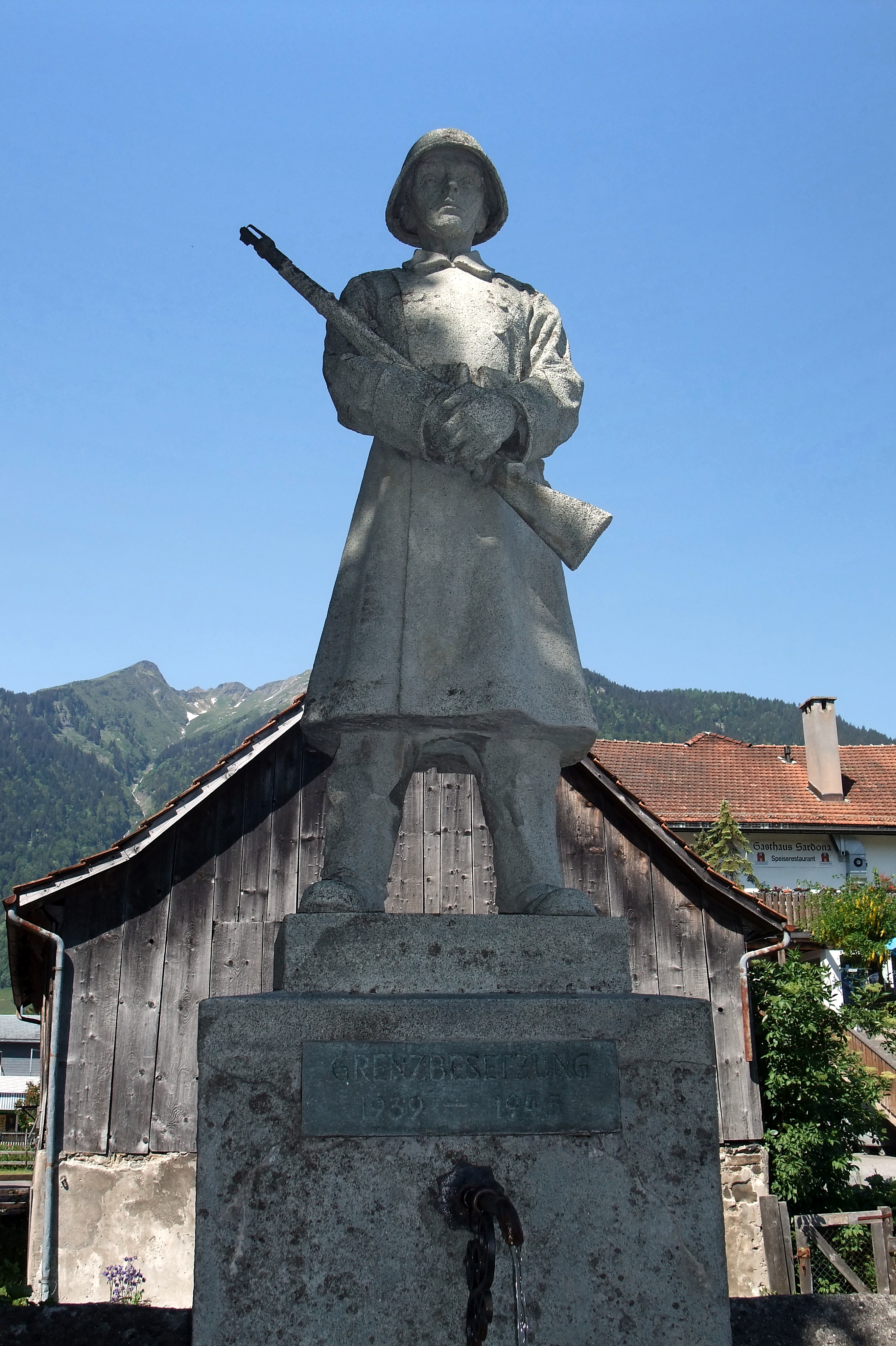
Gedenkbrunnen Grenzbesetzung 1939–45 in Pfäfers

Seit der Gründung des Bundesstaates leisteten die eidgenössischen Truppen folgende Aktivdienste zur Landesverteidigung:
- 1848–1849: Während des Aufstandes von Venetien und der Lombardei gegen Österreich sowie infolge des Scheiterns der Revolution im Grossherzogtum Baden.
- 1853: Aufgrund eines Grenzkonflikts mit Österreich, das die liberale Asylpraxis der Tessiner Behörden für einen Umsturzversuch in Mailand verantwortlich machte.
- 1856–1857: Im sogen. Neuenburgerhandel drohte der preussische König nach der Niederschlagung des Royalistenaufstandes in Neuenburg mit militärischen Massnahmen.
- 1859: Schutz der Südgrenze während des italienischen Einigungskriegs.
- 1860: Schutz Genfs vor Übergriffen nach dem umstrittenen Savoyerhandel, bei dem Sardinien Frankreich für dessen Hilfe im italienischen Einigungskrieg mit der Abtretung Savoyens entschädigte.
- 1866: im italienisch-österreichischen Krieg 1866
- 1870–1871: Schutz der Nord- und der Westgrenze während des Deutsch-Französischen Krieges 1870–1871. 1871 wurden 87'000 Angehörige der Bourbakiarmee interniert.
- 1914–1918: Im Ersten Weltkrieg Schutz der Landesgrenze vor allfälligen Umgehungsversuchen der Kriegführenden durch die Schweiz.
- 1939–1945: Während des Zweiten Weltkriegs wurden 450'000 Wehrmänner, 250'000 Hilfsdienstpflichtige, 53'000 Pferde und 16'000 Motorfahrzeuge aufgeboten. Das Aufgebot reduzierte sich deutlich nach Bezug des Réduits 1940. Die Wehrmänner kamen auf durchschnittlich 800 Diensttage. Sie werden noch heute als Aktivdienstgeneration bezeichnet.

## Aktivdienste im Innern
Aktivdienste wurden wiederholt auch zur «Wiederherstellung von Ruhe und Ordnung im Innern» (meist zur Unterdrückung von Streiks und Demonstrationen) angeordnet, namentlich:
- 1864: Rekruten entwaffnen Demonstranten, die den Genfer Regierungsrat gefangen halten. Zur Verstärkung werden zusätzlich eidgenössische Truppen geholt. 4 Tote beim Zusammenprall gegnerischer Demonstranten.
- 1868: Militärmobilisation gegen streikende Basler Bandweber
- 1869: Aufgrund von Bauarbeiterstreiks in Lausanne und Genf sowie eines Uhrmacherstreiks in Genf
- 1871: Der Zürcher Tonhallekrawall wird durch die Armee aufgelöst. Mehrere Tote.
- 1875: Streik der Stollenarbeiter im Gotthardtunnel. 4 Tote, Schwerverletzte, danach Armeeeinsatz.
- 1889/1890: Nachdem im Tessin nacheinander Liberale und Konservative putschen, werden Truppen aufgeboten.
- 1893: Gegen die Berner Käfigturm-Manifestation («Käfigturmkrawall») werden Truppen aufgeboten. Mehrere Verletzte.
- 1896: Rekruten und Soldaten werden gegen die «Italiener-Unruhen» in Zürich eingesetzt.
- 1897: Truppen ziehen mit scharf geladenen Gewehren und blanken Säbeln durch die Strassen Luzerns. Grund: Bauarbeiterstreik.
- 1898: Erneut Truppen in Genf auf Pikett gegen streikende Bauarbeiter.
- 1899: Zum Schutz der Unternehmer beim Streik der Tunnelarbeiter im Simplon.
- 1901: Erneuter Streik im Simplon. Truppen «schützen arbeitswillige Arbeiter». 4 verletzte Arbeiter.
- 1902: Massives Truppenaufgebot gegen Genfer Generalstreik. Kavallerieattacken und Bajonettangriff; 50 Verletzte. – Aufmarsch gegen einen Bauarbeiterstreik in Basel.
- 1904: Niederschlagung eines Tunnelarbeiterstreiks im Ricken (SG) und eines Maurerstreiks in La Chaux-de-Fonds.
- 1905: Truppen gegen streikende Giessereiarbeiter in Rorschach und gegen einen Bauarbeiterstreik in Locarno.
- 1906: Einsatz gegen streikende Metallarbeiter und Maurer. Zahlreiche Verwundete.
- 1907: Truppenmobilisierung gegen den Generalstreik der Metallarbeiter in Hochdorf LU, gegen streikende Maurer in St. Maurice, gegen den Waadtländer Generalstreik sowie gegen den Streik beim Bau der Berninabahn in St. Moritz und Pontresina.
- 1912: Aussperrung organisierter Arbeiter durch Truppen während des Zürcher Generalstreiks.
- 1913: Truppenaufgebot während des Streiks der Tunnelarbeiter in Grenchen.
- 1915: Truppen lösen im Tessin deutschfeindliche Demonstrationen auf.
- 1916: Truppen lösen in Lausanne Demonstration nach einem Prozess gegen einen Obersten auf. Ebenfalls in Lausanne werden fünf streikende Typografen militärisch zur Arbeit und damit zum Streikabbruch gezwungen. Zur Verhinderung von Demonstrationen am «Roten Sonntag» werden in der ganzen Schweiz Truppen aufgeboten. Eine Demonstration in La Chaux-de-Fonds wird mit scharfer Munition aufgelöst.
- 1917: In Chippis VS werden streikende Aluminiumarbeiter militärisch aufgeboten und zum Streikbrechen gezwungen. Bewaffneter Angriff der Truppen auf Streikende. Mehrere Verletzte. Ein geplanter Generalstreik wird verboten und Truppen werden aufgeboten. Truppenverlegungen nach Bodio und Biasca, wo Arbeiter der Gotthard- und Nitrowerke streiken. 2300 Soldaten im Einsatz gegen Munitionsarbeiter; 4 Tote. 2'300 Soldaten in Zürich gegen streikende Munitionsarbeiter; 4 Tote. Im Zürcher Arbeiterquartier Aussersihl brechen Unruhen aus. Zürich wird im November militärisch besetzt und der Belagerungszustand wird verhängt. Bei Unruhen in Lausanne werden Truppen stationiert.
- 1918: Zur Maifeier in Zürich werden Truppen aufgeboten. 8. Juli: Strassenkämpfe in Biel. Truppen greifen ein. Mehrere Verletzte, 1 Toter. – Landesstreik im November: Insgesamt werden 95'000 Mann aufgeboten, 3 Tote in Grenchen und mehrere Verletzte in Zürich, Biel und Grenchen.
- 1919: Streik der Basler Färbereiarbeiter und Generalstreik in Basel mit Waffengewalt unterdrückt. Aus Militärcamions wird in die Menge gefeuert: 5 Tote, mehrere Verletzte. – Generalstreik in Zürich. Truppen fahren auf. 1 Toter, mehrere Verletzte.
- 1929: Zur Verhinderung des kommunistischen «Roten Treffens» werden im Tessin Truppen auf Pikett gestellt. Das Treffen, das nun in Basel stattfinden soll, wird durch Truppen verhindert. Der «Internationale Kampftag gegen den Faschismus» wird in der ganzen Schweiz verboten. Truppen werden zusammengezogen. In Basel bei Auseinandersetzungen mehrere Verletzte.
- 1930: Truppenaufgebote gegen kommunistische Kundgebungen und Treffen in Baden, Zürich, Basel und Schaffhausen.
- 1932: In Genf Truppeneinsatz gegen Demonstranten (Unruhen von Genf 1932). Am 9. November werden zur Verhinderung von Ausschreitungen zwischen Teilnehmer einer faschistischen Grossveranstaltung und der kommunistischen Gegendemonstration Rekruten aufgeboten. Als diese von Teilnehmern der kommunistischen Gegendemonstration angegriffen werden, erteilt der Platzkommandant den Feuerbefehl. 13 Tote, über 65 Verletzte. Aus Solidarität mit den Opfern sind in der ganzen Schweiz Kundgebungen geplant. Truppenmobilisierungen in der Waadt, in Bern, in Freiburg. Der Zwischenfall in Genf hat zur Folge, dass der Einsatz von Rekruten als Aktivdienst-Einheiten verboten wird.
- 1942: Einsatz eines Infanterieregiments beim Steiner Aufstand
- 1945: Truppenaufgebot gegen eine verbotene kommunistische Kundgebung in Bern. – Die Wut der Demonstranten richtete sich gegen bekannte Faschisten im Tessin. Deshalb werden Truppen aufgeboten und gegen Demonstrationen eingesetzt.
- 1964: Um eine jurassische Demonstration an der Expo 64 zu verhindern, werden in Lausanne Truppen bereitgestellt.
- 1968: Im Jura werden Soldaten gegen vermutete 1. August-Anschläge von Separatisten bereitgestellt.
- 1970: Die Flughäfen Genf und Zürich werden im Herbst von Truppen gesichert; dies nach einem palästinensischen Bombenanschlag auf eine Swissair-Maschine und Absturz bei Würenlingen (AG) sowie der Entführung einer Swissair-Maschine nach Jordanien. Die ersten Kontingente (u. a. das Basler Inf Rgt 22) werden vereidigt. In ihrem Dienstbüchlein wird der Dienst als «Ordnungsdienst» eingetragen, gemäss Militärgesetz eine Form des Aktivdiensts.
- 1985: Die Genfer Gipfelkonferenz vom 19. bis 20. November zwischen dem US-Präsidenten Ronald Reagan und dem Generalsekretär des Zentralkomitees der Kommunistischen Partei der Sowjetunion (KPdSU) Michail Gorbatschow wurde durch Teile der Armee im Aktivdienst geschützt.
- 1988: Proklamation der Palästinensischen Unabhängigkeit vor der UNO-Vollversammlung in Genf durch Jassir Arafat.[1]
- 1994: Das Ostschweizer Füsilierbataillon 74 beschützt die Konferenz zwischen Bill Clinton und Hafiz al-Assad in Genf.[2]

## Aktivdienste in ausserordentlichen Lagen
- 1986: Nach der Reaktorkatastrophe im ukrainischen Tschernobyl am 26. April 1986 mussten u. a. Physiker zur Überwachung der Verstrahlungssituation Aktivdienst leisten.

## Assistenzdienst
Mit der Armeereform 95 wurde der Begriff der Assistenzdienste zugunsten ziviler Behörden eingeführt. Zuvor waren von der Gesetzgebung lediglich zwei verschiedene Dienste vorgesehen, der Ausbildungsdienst und der Aktivdienst. Kam die Truppe für zivile Behörden zum Einsatz, leistete sie Aktivdienst, so insbesondere Ende der Achtziger- und Anfang der Neunzigerjahre, als die Armee mit dem Konferenzschutz in Genf betraut wurde. Das Bundesgesetz über die Armee und die Militärverwaltung (MG) sieht vor, dass der Bundesrat die Befugnis hat, eine Truppe aufzubieten und sie den zivilen Behörden zuzuweisen (Art. 70 MG). Werden mehr als 2000 Personen aufgeboten oder dauert der Einsatz länger als drei Wochen, so muss die Bundesversammlung den Einsatz in der darauf folgenden Session genehmigen (Art. 70 Abs. 2 MG). Zum ersten Mal wurde dieses Verfahren Ende 1998 angewendet, als zahlreiche Flüchtlinge aus dem Balkan ins Land strömten. Seither hat die Nachfrage nach solchen Einsätzen z. B. für die WEF-Jahrestagung, den G8-Gipfel in Évian-les-Bains 2003 oder Botschaftsbewachungen zugenommen.
Im grössten Einsatz seit dem Zweiten Weltkrieg, stellt die Armee im Kampf gegen die COVID-19-Pandemie 8000 Militärs für Assistenzdienste in Gesundheit, Sicherheit und Logistik.